# Rosslyn Erskine-Wemyss, I Barone Wester Wemyss
Rosslyn Erskine Wemyss, I barone Wester Wemyss, conosciuto come Sir Rosslyn Wemyss (Londra, 12 aprile 1864 – Cannes, 24 maggio 1933) è stato un militare britannico che tra il 1916 e il 1919 fu ufficiale della Royal Navy.
Durante la prima guerra mondiale servì come comandante del 12th Cruiser Squadron e poi come governatore di Moudros, prima di coordinare gli sbarchi a Capo Helles e alla spiaggia di Suvla durante la campagna dei Dardanelli. Nel gennaio 1916 divenne il comandante dell'East Indies & Egyptian Squadron e nel dicembre 1917 divenne Primo Lord del Mare. In questo ruolo incoraggiò l'ammiraglio Roger Keyes, comandante della Dover Patrol, a intraprendere operazioni più vigorose nella Manica, che avrebbero poi portato al raid di Zeebrugge nell'aprile 1918.

## Infanzia e carriera navale
Wemyss (pronunciato "Weems") nacque come ultimo figlio di James Hay Erskine Wemyss e Millicent Ann Mary Kennedy Wemyss (nata Erskine) e fu cresciuto nella casa ancestrale di Wemyss Castle, sulla costa del Fife.
Si unì alla Royal Navy come cadetto sulla nave scuola HMS Britannia nel 1877. Nel luglio 1879 fu assegnato alla corvetta HMS Bacchante, dopo essere stato promosso guardiamarina il 23 settembre dello stesso anno. Nel 1883 fu trasferito sulla nave da battaglia HMS Northumberland del Channel Squadron. Dopo una campagna con la corvetta HMS Canada tra il Nord America e le Antille, il 24 settembre 1883 fu promosso sottotenente e nel 1885 fu assegnato alla nave porta-siluri HMS Hecla della Mediterranean Fleet. Il 31 marzo 1887 fu promosso tenente di vascello e nell'ottobre dello stesso anno fu mandato sullo yacht reale HMY Osborne, per poi essere trasferito al Channel Squadron sulla corazzata HMS Anson nel settembre 1889. Dal 1890 servì sull'incrociatore corazzato HMS Undaunted della Mediterranean Fleet, dal 1892 sulla corazzata HMS Empress of India del Channel Squadron e dal 1895 sull'incrociatore HMS Astraea della Mediterranean Fleet.
Nel 1896 Wemyss si unì allo yacht reale HMY Victoria and Albert. Il 31 agosto 1898 fu promosso capitano di fregata e trasferito alla Cape of Good Hope Station all'incrociatore HMS Niobe, che servì come nave trasporto truppe per i prigionieri di guerra durante la seconda guerra boera. Il 1 gennaio 1901 fu riassegnato alla President con un compito speciale, ma fu poco dopo invitato dal duca di York a diventare il secondo in comando sul piroscafo SS Ophir per la crociera reale del marzo 1901, per andare ad inaugurare il parlamento australiano e visitare le nazioni del Commonwealth per ringraziarle del supporto nella guerra boera. Al ritorno, il 5 novembre 1901, fu nominato capitano di vascello e il 19 novembre divenne un aiutante di campo del duca (ora principe del Galles) e il 24 dicembre divenne Membro dell'Ordine Reale Vittoriano (MVO). Nell'ottobre 1902 fu nuovamente assegnato alla President in servizio temporaneo all'Ammiragliato. Nell'agosto 1903 divenne capitano del Royal Naval College di Osborne. Nel 1905 ricevette il comando dell'incrociatore HMS Suffolk della Mediterranean Fleet e nel marzo 1909 fu trasferito al comando della corazzata HMS Implacable dell'Atlantic Fleet. Nel 1910 servì come comandante del transatlantico SS Balmoral Castle per la crociera del duca di Connaught per inaugurare il parlamento sudafricano. Il 14 marzo 1910 fu nominato aiutante di campo del re, in maggio prese parte ai funerali del re Edoardo VII e il 10 giugno fu nominato aiutante di campo aggiuntivo del nuovo re Giorgio V. Il 17 gennaio 1911 fu nominato Compagno dell'Ordine di San Michele e San Giorgio e il 19 aprile dello stesso anno fu promosso retroammiraglio. Nell'ottobre 1912 divenne comandante del 2nd Battle Squadron della Home Fleet.

## Prima guerra mondiale e oltre
Wemyss servì nella prima guerra mondiale inizialmente come comandante del 12th Cruiser Squadron della Channel Fleet e poi, dopo essere stato mandato a Lemno nel febbraio 1915 per preparare il porto di Moudros per le operazioni contro i Dardanelli, come governatore di Moudros. Comandò la squadra per lo sbarco a Capo Helles del 25 aprile 1915 e diede supporto alla battaglia della spiaggia di Suvla del 9 agosto 1915. Quando la campagna di Gallipoli fu abbandonata, fu responsabile del successo del reimbarco delle truppe dalla spiaggia di Suvla e dalla baia dell'ANZAC, svoltosi il 20 dicembre 1915. Nella gazzetta del 1 gennaio 1916 fu nominato Cavaliere Commendatore dell'Ordine del Bagno.
Nel gennaio 1916 Wemyss divenne comandante dell'East Indies & Egyptian Squadron dove diede supporto alle operazioni militari sul fronte palestinese. Incoraggiò la rivolta araba dell'emiro Faisal e di T. E. Lawrence. Quest'ultimo disse che "Wemyss fece da padrino fino a che gli Arabi non iniziarono a camminare da soli ".  Il 6 dicembre 1916 fu promosso a viceammiraglio, nominato Commendatore della Legion d'Onore francese il 23 marzo 1917 e Grand Ufficiale dell'Ordine della Corona d'Italia l'11 agosto dello stesso anno.
Ritornato all'Ammiragliato, Wemyss fu nominato Secondo Lord del Mare nel settembre 1917 e nell'ottobre successivo divenne vice del Primo Lord del Mare. In seguito alla decisione di Sir Eric Geddes di mandare via l'allora Primo Lord del Mar John Jellicoe, Wemyss fu nominato al posto dell'ammiraglio uscente nel dicembre 1917. Con questa carica incoraggiò l'ammiraglio Roger Keyes, comandante della Dover Patrol, a intraprendere azioni più vigorose nella Manica, che culminarono con il raid di Zeebrugge dell'aprile 1918. Nel 1918 fu avanzato al grado di Cavaliere di Gran Croce dell'Ordine del Bagno e rappresentò il Regno Unito all'armistizio del novembre 1918. Il 17 gennaio 1919 ricevette la Gran Croce della Legion d'Onore francese e il 15 febbraio la Croix de Guerre. Il 21 febbraio fu anche promosso definitivamente ammiraglio, il 17 marzo ricevette la Gran Croce dell'Ordine della Corona di Romania e il 16 settembre gli fu presentata la Distinguished Service Medal della marina americana.
Wemyss era il rappresentante britannico di grado maggiore alla firma dell'armistizio che cessò tutte le ostilità. Fu proprio Weymyss a fare la decisione di far cessare tutte le ostilità alle 11 dell'11 novembre, facendo arrabbiare il primo ministro David Lloyd George, che avrebbe voluto che il cessate il fuoco fosse alle 14:30, così avrebbe potuto fare prima l'annuncio alla camera dei comuni. Wemyss realizzò che le 11 dell'undicesimo giorno dell'undicesimo mese aveva una connotazione forte e poetica e oltretutto se si fossero aspettate le 14:30 altri soldati sarebbero nel frattempo morti senza motivo. Dopo aver partecipato alla conferenza di pace di Parigi come rappresentante della marina britannica, Wemyss rassegnò le dimissioni nel novembre 1919, a causa delle richieste persistenti di assegnare il suo incarico a Sir David Beatty.
Il 1 novembre 1919 Wemyss fu promosso ammiraglio della flotta e reso il 18 dello stesso mese un pari come Barone Wester Wemyss, di Wemyss nella contea del Fife. In pensione scrisse le sue memorie sotto il titolo La Marina nella Campagna dei Dardanelli e divenne un direttore non esecutivo della Cable & Wireless. Visse a Cannes, dove morì nel suo giardino il 24 maggio 1933. Fu sepolto a Wemyss Castle, la sua casa ancestrale.

## Famiglia
Il 21 dicembre 1903 Wemyss sposò Victoria Morier, figlia di Sir Robert Morier; ebbero una figlia, Alice Elizabeth Millicent Erskine-Wemyss.

## Ascendenza
|                                                |                                        |                                                                              | Genitori                                                                    |  |  | Nonni |  |  | Bisnonni       |  |  | Trisnonni         |  |
|                                                |                                        |                                                                              |                                                                             |  |  |       |  |  | William Wemyss |  |  | hon. James Wemyss |  |
|                                                |                                        |                                                                              |                                                                             |  |  |       |  |  | William Wemyss |  |  | hon. James Wemyss |  |
|                                                |                                        | lady Elizabeth Sutherland                                                    |                                                                             |  |  |       |  |  | William Wemyss |  |  |                   |  |
| James Erskine-Wemyss                           |                                        |                                                                              |                                                                             |  |  |       |  |  | William Wemyss |  |  |                   |  |
|                                                |                                        | Frances Erskine                                                              | sir William Erskine, I baronetto                                            |  |  |       |  |  |                |  |  |                   |  |
|                                                |                                        | Frances Erskine                                                              | sir William Erskine, I baronetto                                            |  |  |       |  |  |                |  |  |                   |  |
|                                                |                                        | Frances Erskine                                                              | Frances Moray                                                               |  |  |       |  |  |                |  |  |                   |  |
| James Hay Erskine-Wemyss                       |                                        | Frances Erskine                                                              |                                                                             |  |  |       |  |  |                |  |  |                   |  |
|                                                |                                        | William Hay, XVII conte di Erroll                                            | James Hay, XV conte di Erroll                                               |  |  |       |  |  |                |  |  |                   |  |
|                                                |                                        | William Hay, XVII conte di Erroll                                            | James Hay, XV conte di Erroll                                               |  |  |       |  |  |                |  |  |                   |  |
|                                                |                                        | William Hay, XVII conte di Erroll                                            | Isabella Carr                                                               |  |  |       |  |  |                |  |  |                   |  |
| lady Emma Hay                                  |                                        | William Hay, XVII conte di Erroll                                            |                                                                             |  |  |       |  |  |                |  |  |                   |  |
|                                                |                                        | Alicia Eliot                                                                 | Samuel Eliot                                                                |  |  |       |  |  |                |  |  |                   |  |
|                                                |                                        | Alicia Eliot                                                                 | Samuel Eliot                                                                |  |  |       |  |  |                |  |  |                   |  |
|                                                |                                        | Alicia Eliot                                                                 | Alice Byam                                                                  |  |  |       |  |  |                |  |  |                   |  |
| Rosslyn Erskine-Wemyss, I barone Wester Wemyss |                                        | Alicia Eliot                                                                 |                                                                             |  |  |       |  |  |                |  |  |                   |  |
|                                                | Archibald Kennedy, I marchese di Ailsa | Archibald Kennedy, XI conte di Cassilis                                      |                                                                             |  |  |       |  |  |                |  |  |                   |  |
|                                                | Archibald Kennedy, I marchese di Ailsa | Archibald Kennedy, XI conte di Cassilis                                      |                                                                             |  |  |       |  |  |                |  |  |                   |  |
|                                                | Archibald Kennedy, I marchese di Ailsa | Anne Watts                                                                   |                                                                             |  |  |       |  |  |                |  |  |                   |  |
| hon. John Kennedy-Erskine                      | Archibald Kennedy, I marchese di Ailsa |                                                                              |                                                                             |  |  |       |  |  |                |  |  |                   |  |
|                                                |                                        | Margaret Erskine                                                             | John Erskine                                                                |  |  |       |  |  |                |  |  |                   |  |
|                                                |                                        | Margaret Erskine                                                             | John Erskine                                                                |  |  |       |  |  |                |  |  |                   |  |
|                                                |                                        | Margaret Erskine                                                             | Mary Baird                                                                  |  |  |       |  |  |                |  |  |                   |  |
| Millicent Anne Mary Kennedy-Erskine            |                                        | Margaret Erskine                                                             |                                                                             |  |  |       |  |  |                |  |  |                   |  |
|                                                |                                        | Guglielmo IV, re del Regno Unito di Gran Bretagna e Irlanda e re di Hannover | Giorgio III, re del Regno Unito di Gran Bretagna e Irlanda e re di Hannover |  |  |       |  |  |                |  |  |                   |  |
|                                                |                                        | Guglielmo IV, re del Regno Unito di Gran Bretagna e Irlanda e re di Hannover | Giorgio III, re del Regno Unito di Gran Bretagna e Irlanda e re di Hannover |  |  |       |  |  |                |  |  |                   |  |
|                                                |                                        | Guglielmo IV, re del Regno Unito di Gran Bretagna e Irlanda e re di Hannover | Carlotta di Meclemburgo-Strelitz                                            |  |  |       |  |  |                |  |  |                   |  |
| lady Augusta FitzClarence                      |                                        | Guglielmo IV, re del Regno Unito di Gran Bretagna e Irlanda e re di Hannover |                                                                             |  |  |       |  |  |                |  |  |                   |  |
|                                                |                                        | Dorothea Jordan                                                              | Francis Bland                                                               |  |  |       |  |  |                |  |  |                   |  |
|                                                |                                        | Dorothea Jordan                                                              | Francis Bland                                                               |  |  |       |  |  |                |  |  |                   |  |
|                                                |                                        | Dorothea Jordan                                                              | Grace Phillips                                                              |  |  |       |  |  |                |  |  |                   |  |
|                                                |                                        | Dorothea Jordan                                                              |                                                                             |  |  |       |  |  |                |  |  |                   |  |

### Ulteriori letture
- Andrew Gordon (2005). The rules of the game – Jutland and British Naval Command. John Murray. ISBN 0-7195-5542-6.
- Murfett, Malcolm (1995). The First Sea Lords from Fisher to Mountbatten. Westport. ISBN 0-275-94231-7.
- Wemyss, Rosslyn Erskine, Baron Wester Wemyss (2010). The Navy in the Dardanelles Campaign. Naval and Military Press. ISBN 978-1845748265.